# アドミラル・ナヒーモフ (装甲巡洋艦)
| 近代化改装前のアドミラル・ナヒーモフ（1890年） | |
| 艦歴                                           | |
| 発注                                           | セント・ペテルブルク造船所に1883年12月7日に発注。 |
| 起工                                           | 1884年7月 |
| 進水                                           | 1885年10月21日 |
| 就役                                           | 1888年10月 |
| 退役                                           | |
| その後                                         | 1905年5月28日戦没 |
| 除籍                                           | |
| 前級                                           | ドミトリー・ドンスコイ |
| 次級                                           | パーミャチ・アゾーヴァ |
| 性能諸元（（）内は改装後のデータ）             | |
| 排水量                                         | 常備：7,780トン（7,900トン） 満載：8,410トン（8,520トン） |
| 全長                                           | 103.0m |
| 水線長                                         | 97.84m |
| 全幅                                           | 18.6m |
| 吃水                                           | 7.7m（8.4m） |
| 機関                                           | 型式不明石炭専焼円缶12基 +3段膨張式レシプロ2基2軸推進 （1984年：石炭専焼円筒缶8基+直立型3段膨張式レシプロ機関2基に換装） |
| 最大出力                                       | 8,000hp（9,000hp） |
| 最大速力                                       | 機関航行時：16.3ノット（17.0ノット） |
| 航続距離                                       | 10ノット/2,800海里 |
| 燃料                                           | 610トン（石炭） |
| 乗員                                           | 士官：23名、水平543名（650名） |
| 兵装                                           | 竣工時 1885年型 20.3 cm（35口径）連装砲4基 1877年型 15.2 cm（35口径）単装砲10基 8.6cm（20口径）単装砲4基 10cm単装砲6基 オチキス 1879年型 3.7cm（23口径）機砲10基 1880年型 6.4cm（19口径）野砲2基 38.1cm水上魚雷発射管単装3基 機雷40発 1900年：1885年型 20.3 cm（35口径）連装砲4基 1877年型 15.2 cm（35口径）単装砲10基 オチキス 4.7cm（23口径）機砲12基 オチキス 1879年型 3.7cm（23口径）機砲6基 1880年型 6.4cm（19口径）野砲2基 38.1cm水上魚雷発射管単装3基 機雷40発 |
| 装甲                                           | 複合装甲（鉄板+木板） 舷側：229～254 mm（水線部）、127～152mm（艦首尾部） 主砲塔：63ｍｍ（側面部） バーベット：203mm 司令塔：152mm（最大厚） |

アドミラル・ナヒーモフ (Адмирал Нахимов） は、ロシア帝国海軍の装甲巡洋艦で同型艦はない。艦名は帝政ロシアの提督パーヴェル・ナヒーモフに因む。

## 概要
本艦はロシア帝国海軍が自国の沿岸防衛のために建造した艦である。本艦はイギリス海軍の装甲巡洋艦「インペリウス級」を参考にして設計された原型では23.4cm砲を4門搭載していたが、本艦では意欲的に口径こそ20.3ｃｍと小さくなったがこの時代の主力艦では珍しい、鍋を伏せたような形状の砲塔に収めたのが本艦の一大特徴となった。この他、ロシア海軍において魚雷防御網を導入した最初の艦となった。

## 艦形と武装

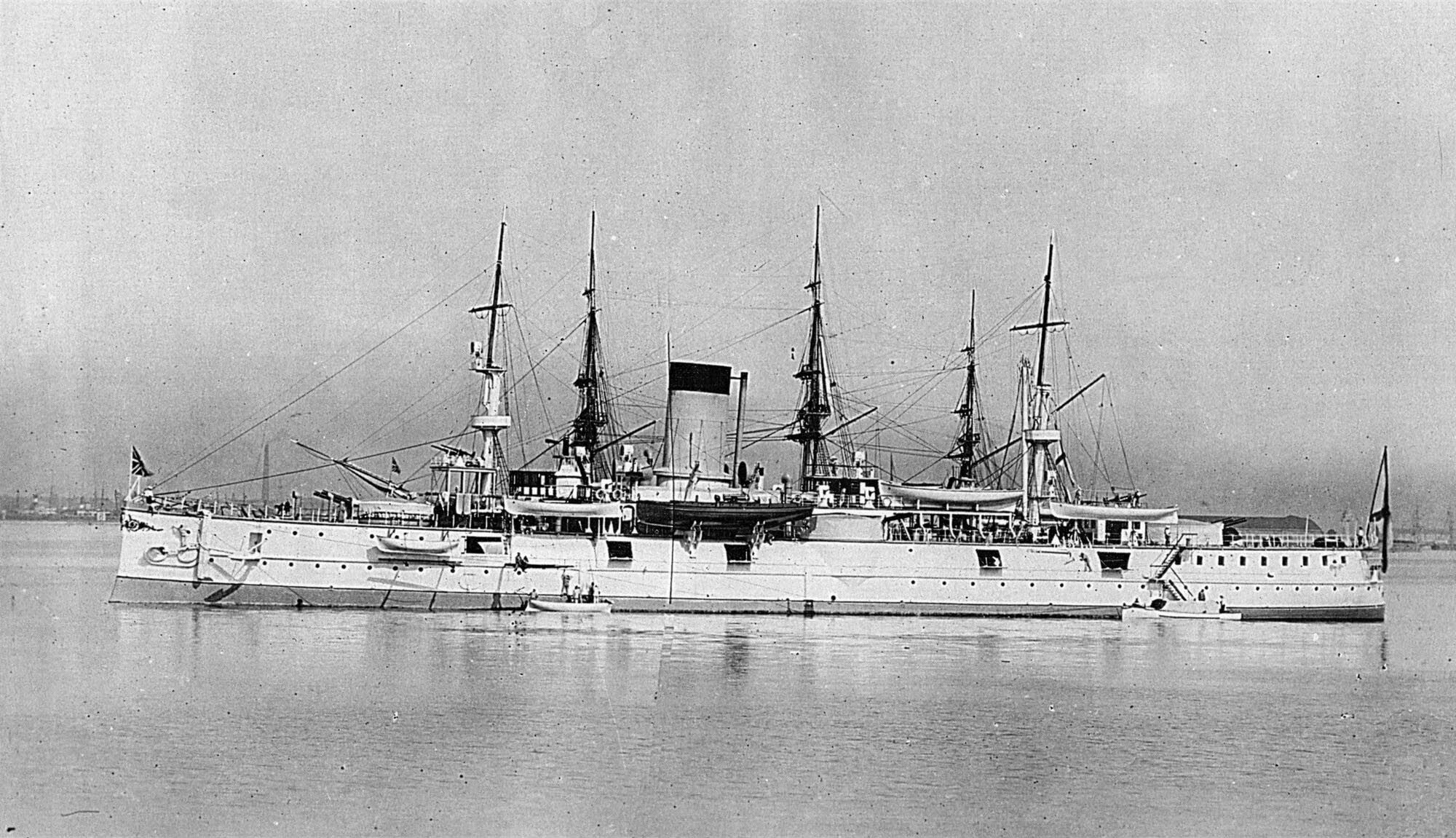
改装後のアドミラル・ナヒーモフ（1903年）。艦首にはまだアンカー・ベッドもなく、T字型の錨を左右に舷側に吊り下げていた。

本艦の基本構造はタンブルホームを持つ平甲板型船体に2本のブリッグ型帆走用マストと1本煙突を持つ艦形で、水面下に衝角を持つ垂直に切り立った艦首にはまだアンカー・ベッドもなく、錨を左右に舷側に吊り下げていた。
艦首甲板上には主武装の「1885年型 20.3 cm（35口径）ライフル砲（de:8-Zoll-Kanone M1885）」を連装砲塔に収めて1番主砲塔を1基、その後ろに前部マストと煙突が立ち。船体中央部に2番・3番主砲塔が片舷1基ずつ配置され、その上に両側に船橋を持つ操舵艦橋が配置された。艦載艇は舷側部に中央部砲塔を挟むように2本1組のデリックを片舷4基ずつ計8基で運用された。後部甲板上には後部マストを挟んで4番主砲塔が後向きに1基配置された。舷側部には5か所ずつ砲門を開けて副砲の「1877年型 15.2cm（35口径）単装砲（de:152 mm/35 Kanone M1877」を単装砲架で片舷5基ずつ計10基を配置した。
1898～1899年11月に近代化改装され、機関を強化して帆走設備を全て撤去し、帆走用だったマストはミリタリー・マストに一新され、見張り所に3.7cm～4.7cmクラスの速射砲を配置し、一部の4.7cm単装砲は主砲からの爆風を避けるためにマストの前の見張り所の上に並列で前後2基ずつ配置された。この時に船体中央部にあった操舵艦橋は前部マストの背後に移動された。

## 兵装

### 主砲
本艦の主砲は新開発の「1885年型 20.3 cm（35口径）ライフル砲」を採用した。その性能は90kgの主砲弾を最大仰角15度で9,150mまで届かせる性能であった。これを新設計の連装砲塔に収めた。砲塔の俯仰角能力は仰角15度・俯角5度で旋回角度は200度の旋回角度を持っていた。発射速度は毎分1発であった。

### 副砲、その他武装等
本艦の副砲は新設計の「1877年型 15.2 cm（35口径）単装砲」を採用した。その性能は41.5kgの砲弾を最大仰角12度で7,470mまで届かせる性能であった。これを新設計の連装砲塔に収めた。砲塔の俯仰角能力は仰角15度・俯角8度であった。旋回角度は狭い砲門から砲身を出すので射界に制限があった。発射速度は毎分1発であった。
その他に10cm単装砲を6基、近接戦闘用に「オチキス 1879年型 3.7cm（23口径）機砲」単装砲架で10基を搭載した。さらに対地攻撃用に「パラノフスキー 1880年型 6.4cm（19口径）野砲（de:Schnellfeuerkanone Modell Baranowski）」を単装砲架で片舷1基ずつ計2基を配置した。対艦攻撃用に38.1cm水上魚雷発射管単装3基、水路封鎖用に機雷40発を搭載した。

## 艦歴
1884年7月、サンクトペテルブルクのBaltic Worksで起工。1885年11月2日進水。1887年12月15日就役。
「アドミラル・ナヒーモフ」は1888年10月11日にクロンシュタットを出発し、喜望峰周りで1889年5月25日にウラジオストクに到着した。冬は長崎へ向かい、11月3日に到着。1890年1月28日に長崎より出航し、香港や上海などに寄港し、長崎に戻る。それからウラジオストクへ向かった。8月27日、ウラジオストクウからペトロパヴロフスクへ向かう。10月2日にウラジオストクに戻り、11月4日に横浜に到着。12月、長崎に移った。
1901年1月、長崎出港。ニコライ皇太子を乗せた「パーミャチ・アゾーヴァ」やその同行艦「ヴラジーミル・モノマフ」と合流し、バンコク、香港、日本などを訪れた後、5月23日にウラジオストクに到着した。それから「アドミラル・ナヒーモフ」は極東を離れ、9月29日にクロンシュタットに着いた。
オーバーホールの後、「アドミラル・ナヒーモフ」は1893年6月1日にクロンシュタットを出発し、まずアメリカ合衆国へ向かった。7月3日、ニューヨークに到着した。アメリカ合衆国滞在を終えた後、カディスに着いた「アドミラル・ナヒーモフ」はそこで「パーミャチ・アゾーヴァ」と衝突し、バウスプリットが失われた。1894年5月24日、ウラジオストク到着。
「アドミラル・ナヒーモフ」は11月3日にウラジオストクより出航し、Chefooを訪問。その後は1895年4月まで日本水域にあった。それから日本に対する示威行為のためChefooに集まっていたロシア艦艇に加わった。
「アドミラル・ナヒーモフ」は7月19日にウラジオストクに戻った。9月、日本へ向かう。1895年末にはChemulpoへ向かった。
1898年1月に「アドミラル・ナヒーモフ」は旅順より出航し、5月にクロンシュタットに到着。近代化改装が行われた。
1900年、「アドミラル・ナヒーモフ」は再び太平洋に向かう。8月、義和団事件に際して大沽に集まっていたロシアや外国の艦艇群に加わった。「アドミラル・ナヒーモフ」は10月に大沽を離れた。
冬季は旅順で過ごし、1902年中にはウラジオストクや横浜、青島などを訪れた。1902年11月、「アドミラル・ナヒーモフ」はバルト海へ向け出発した。
「アドミラル・ナヒーモフ」は第2太平洋艦隊に加えられて1904年10月15日にリバウを出発し、1905年5月の日本海海戦で日本海軍と戦う。
27日の昼戦では「アドミラル・ナヒーモフ」はおよそ30発被弾して20名が死亡し50名が負傷したとも、数発被弾したが被弾個所はすべて水線上で被害は大きくなく、死傷者数は10名を超えた程度であったともいう。続く夜戦で「アドミラル・ナヒーモフ」は右舷前部に被雷して浸水。浸水を食い止めていた隔壁にかかる圧力を軽減するため後進とし、ウラジオストク行きを断念して朝鮮へ向かった。
28日朝、「アドミラル・ナヒーモフ」は対馬沖に達し、そこで乗員の退艦を開始した。そこに日本の駆逐艦「不知火」や仮装巡洋艦「佐渡丸」が現れ、「アドミラル・ナヒーモフ」捕獲を試みたが、「アドミラル・ナヒーモフ」は浸水が激しくすでに沈没しかけていたため断念された。そうしたことや救助活動が行われていた時にロシア装甲巡洋艦「ウラジーミル・モノマフ」が発見されたため「不知火」と「佐渡丸」はそちらへ向かい、その後まもなく「アドミラル・ナヒーモフ」は沈没した。
「アドミラル・ナヒーモフ」の乗員は523名が「佐渡丸」に収容され、99名が対馬に上陸した。艦に残った艦長と航海長は漁船に救助された。
1970年代末から1980年代初頭にかけて、対馬沖の深度97mに沈んだ本艦に多数の金塊が残されているという噂が流れ、引き揚げ作業などを巡る話題がメディアをにぎわせたことがある。1980年には笹川良一が日本海洋開発に資金提供をおこなって沈没地点とされる付近で調査をおこない、金属のインゴットを収集したと発表した。この報道に対してはソビエト連邦が一時当艦とその積載物に権利があると主張した。この調査では搭載していた20cm砲の砲身も回収されており、船の科学館（屋外）や、沈没後に乗員が漂着した対馬の茂木浜に展示されている。なお、結局金塊は発見されぬまま終わっている。

## 参考図書
- 「Conway All The World's Fightingships 1860-1905」（Conway）